# ラサッド1
ラサッド1あるいはラサド1（ペルシア語: ماهواره رصد）はイランの人工衛星。ラサドはペルシア語で「天文観測」を意味する。2011年6月15日にサフィールBロケットによって打ち上げられ、低軌道への投入に成功した。イランのロケットを使用して打ち上げた3機目の衛星であり、打上げに成功した2機目の衛星である。
前回打ち上げられたオミードには通信装置しか搭載しておらず、電源は内部バッテリーのみに頼っていたが、ラサッド1は150mの分解能を持つカメラを搭載しており、衛星の外周には太陽電池が張り巡らされている。姿勢制御には重力傾度安定法が用いられ、衛星上部にあるアンテナは伸びるようになっていると衛星の形状から推測されている。
打上げ時の質量は15.3kgで、打上げから3週間後の2011年7月6日に再突入した。
投入された軌道の分析からラサッド1の目的は地球観測衛星や偵察衛星としての本格的運用ではなく、あくまでカメラ撮影やデータ通信などの試験だったとされる。